# Pavla vas
Pavla vas je naselje v Občini Sevnica.
Pavla vas leži na jugozahodnem robu Krškega hribovja. Večino površine vasi zavzemajo gozd, polja in travniki, hiš je zelo malo. Je zelo razčlenjena vasica, skoraj zaselek. Sosednje vasi so: Malkovec, Slančji Vrh in Trščina.
Natančni datum nastanka vasi ni znan. Ve se, da je v 13. stoletju na mestu, kjer zdaj stoji cerkev Sv. Jakoba, stala lesena cerkvica vendar je ta povsem pogorela. V preteklosti je gospodarstvo vasi temeljilo na kmetijstvu in rudarstvo. Pod vasjo je namreč ležal rudnik železa in v okolici je bilo dosti hiš v katerih so živeli rudarji(sedaj v spodnjem delu ni veliko hiš, večja zgostitev je v zgornjem delu vasi). Rudo so vozili na Dvor ali v Žužemberk v talilnico. Med 2. svetovno vojno je bil rudnik porušen, sedaj so vidni le še površinski ostanki rova.
V zdajšnjem času se prebivalstvo vozi na delu v večje vasi ali mesta v okolici, kot so: Krmelj, Sevnica, Novo mesto, Tržišče, Krško... Ostalo je še nekaj majhnih kmetov.
Prebivalstvo je vrsto let upadalo, vendar v zadnjih 10 letih zopet narašča saj je opaziti trend priseljevanja iz mest.